# Мідна Руда
Мі́дна Руда́ — село Бахмутської міської громади Бахмутського району Донецької області, Україна. Населення становить 9 осіб (станом на 2001 рік). Село розташоване на південному сході Бахмутського району

## Історія
Неподалік сучасного с. Мідна Руда розташовані давні мідні рудники Бахмутської улоговини — група давніх копалень бронзової доби, гірничо-металургійний центр XV–XI ст. до н. е.
Зокрема, поблизу села, згідно із дослідженнями Сергія Татаринова, знайдено сліди поселень бронзової доби та рештки мідеплавильних печей. Мідну руду вибирали з котлованів глибиною до 2-3 метрів, де вона містилась у мідистих пісковиках. Залишки котлованів цих копалень виявлено на околицях села.[джерело?]

## Населення
Станом на 1989 рік у селі проживали 13 осіб, серед них — 5 чоловіків і 8 жінок.
За даними перепису населення 2001 року у селі проживали 9 осіб. Рідною мовою назвали:
| Мова       | Кількість осіб | Відсоток |
| ---------- | -------------- | -------- |
| російська  | 5              | 55,56 %  |
| українська | 4              | 44,44 %  |

## Транспорт
Через село проходить автошлях місцевого значення С050322 від М03 — Клинове — Мідна Руда — Відродження (11,8 км).

## Політика
Голова сільської ради — Жубанов Володимир Михайлович (нар. 1948). Вперше обраний у 2006 році. Інтереси громади представляють 14 депутатів сільської ради:
| Партія          | Кількість депутатів | Відсоток |
| --------------- | ------------------- | -------- |
| Партія регіонів | 13                  | 92,86 %  |
| самовисування   | 1                   | 7,14 %   |